# Sânmartin de Beiuș
Sânmartin de Beiuș – wieś w Rumunii, w okręgu Bihor, w gminie Pocola. W 2011 roku liczyła 260 mieszkańców.